# Джекпот (фильм)
«Джекпо́т» (итал. Jackpot) — итальянский художественный фильм 1992 года с Адриано Челентано в главной роли (на сегодняшний день это последний фильм, в котором снялся Челентано). Жанр можно охарактеризовать как приключенческая комедия. 

## Сюжет
Не желающая стареть миллиардерша из Америки  спонсирует исследование эликсира молодости. Эксперимент оказался удачным, но не  обошлось и без побочных эффектов.  В поместье прибыл садовник, который  вынужден играть роль профессора, дабы продолжить исследования.

## В ролях
- Йен Бу Ху
- Адриано Челентано
- Кейт Вернон
- Кэррол Бейкер
- Кристофер Ли
- Сальваторе Кашо
- Томас Эллиот
- Тото Кашио
- Джонни Мелвилл
- Уильям Мэннеринг
- Брайони Мартин

## Съёмочная группа
- Режиссёр — Марио Орфини
- Оператор — Лучано Товоли
- Сценарий — Адриано Челентано, Макс Эмбер
- Композитор — Энтони Маринелли, Джорджо Мородер

## Отзывы
Картина получила крайне негативные оценки кинокритиков и провалилась в прокате — при бюджете в 18 миллиардов фильм собрал лишь 105 миллионов лир, из-за чего Челентано завершил кинематографическую карьеру. На официальном сайте Челентано данный фильм даже не указан в фильмографии.